# Chengqu, Shanwei
Chengqu är ett stadsdistrikt och säte för stadsfullmäktige i staden Shanwei i provinsen Guangdong i sydöstra Kina.
Chengqu är indelat i sju stadsdelsdistrikt och tre köpingar.
Stadsdelsdistrikt (jiedao):

- Dongzhou (东洲街道)
- Fengshan (凤山街道)
- Magong (马宫街道)
- Tianqi (田墘街道)
- Xiangzhou (香洲街道)
- Xingang (新港街道)
- Zhelang (遮浪街道)

Köpingar (zhen):

- Dongyong (东涌镇)
- Hongcao (红草镇)
- Jiesheng (捷胜镇)